# Tapeina bicolor
Tapeina bicolor är en skalbaggsart som beskrevs av Amédée Louis Michel Lepeletier och Audinet-serville 1828. Tapeina bicolor ingår i släktet Tapeina och familjen långhorningar. Inga underarter finns listade i Catalogue of Life.